# كورمورانش-سور-سون
كورمورانش-سور-سون (بالفرنسية: Cormoranche-sur-Saône)‏ هي بلدية فرنسية تقع في إقليم الآن في فرنسا. رمز إنسي لها هو:1123. أما الرمز البريدي لها فهو: 1290.